# Chiesa di Nostra Signora di Gràcia e San Giuseppe
La chiesa di Nostra Signora di Gràcia e San Giuseppe, conosciuta anche come Els Josepets, è un luogo di culto cattolico di Barcellona, posta nel distretto di Gràcia.

## Storia
L'Ordine dei carmelitani scalzi fu stabilito in questa zona, all'epoca rurale, nel 1626, dove, tra il 1628 e il 1630 costruirono il convento, mentre la chiesa vera e propria fu eretta tra il 1658 e il 1687, consacrata al nome di Nuestra Señora de Gràcia, da cui il nome del rione.
Nel 1697, durante l'assedio di Barcellona nella Guerra della Grande Alleanza, le truppe francesi occuparono il convento, adibendolo a caserma.
Nel 1868 la chiesa venne elevata al rango di parrocchia e venendole aggiunto il titolo di San Giuseppe, mentre nel 1890 il convento fu demolito, costruendo al suo posto una piazza chiamata dels Josepets, che nel 1960 si fuese con Plaza de la Cruz, dando origine a Plaza de Lesseps.
Durante la Guerra civile spagnola, nel 1936 la chiesa fu incendiata e venne restaurata nel 1939.

## Architettura
La chiesa si presenta a navata unica con una volta a botte lunettata, il nartece nella parte inferiore del coro, un finto transetto e una cupola senza tamburo. Ai lati della navata sono presenti delle cappelle poste tra i contrafforti, comunicanti tra loro, sovrastate da cupole con lucernari.
La facciata dispone di tre ingressi sormontati da archi, sovrastati da una nicchia contenente una scultura dell'Immacolata Concezione. Al centro vi è posta una vetrata sormontata da un frontone.